# ゴスバンク
ゴスバンク  (Gosbank, ロシア語: Госбанк, Государственный банк СССР, Gosudarstvenny bank SSSR—the State Bank of the USSR)は1930年代から1987年まで存在したソビエト連邦の中央銀行。ソ連邦国立銀行。「ゴスプラン」（国家経済委員会）・ゴススナブ（国家原材料供給委員会）と並ぶ3つの経済当局の一つであった。国家予算案を作成するソ連財務省とも密接な関係にあった。

## 設立
新経済政策実施の一環として設立された。1921年10月3日、全ロシア中央執行委員会 (VTsIK) は、ロシア・ソビエト連邦社会主義共和国の国立銀行設立に関する決議を採択した。その後、1921年10月10日にソヴナルコム（ソビエト政府）によって同様の決議が採択され、1921年11月16日に業務が開始されたが、1922年2月、レーニンは、国立銀行を「官僚的な紙のゲーム」と評し、「コミュニスト・マンダリンの幼稚さ」と非難したアロン・シーンマン (Aron Sheinman) 宛の手紙の中でポチョムキン村と比較している。1923年にソ連の国立銀行へと転換し、ナルコムフィン（ソ連財務省）の管轄下に置かれた。ソ連政府は、銀行の口座残高と取引履歴を利用して、5か年計画とその指令に対する個々の活動と遵守状況を監視するため、ゴスバンクを利用して産業を集中管理した。ゴスバンクは利潤を追求する商業銀行ではなく、理論的に政策を実現する手段として活動した。ゴスバンクは、独立機関として公平に借り手の信用度を評価するのではなく、中央政府の指示に従って、個人、団体および産業に融資を提供した。1931年メンシェビク裁判の一環として、国立銀行の幹部ボリス・ベラツキーは破壊の罪で裁判にかけられた。。

## ペレストロイカ
ゴルバチョフのペレストロイカ (立て直し) の一環として、次の銀行が誕生した。
- 「プロムストロイバンク」(ソ連産業建設銀行)
- 「ジルストイバンク」(旧ソ連住宅建設銀行)
- 「アグロバンク」(ソ連農業銀行)
- 「ヴェネシェコノバンク」(USSRインターナル・トレード・バンク)
- 「スベルバンク」(ソ連貯蓄銀行)

「スベルバンク」はロシア最大の銀行の一つとして今日まで続いており、ゴスバンク出身の幹部を抱え、現在のロシア政府の銀行業務のほとんどを保有している。

## 歴代幹部
以下が国立銀行の歴代理事長。
- A. L. シーンマン, (1921年-1924年)　A.RSFSR国立銀行会長
- ニコライ・G・トゥマノフ(1924年-1926年) ソビエト連邦国立銀行取締役会議長代理

### ソ連国立銀行理事長
ソ連の首相によって任命された。
| №  | 名前 (執行官)                  | 写真 | 期間           | 期間           | 任命者                                             |
| №  | 名前 (執行官)                  | 写真 | 着任           | 退任           | 任命者                                             |
| -- | ------------------------------ | ---- | -------------- | -------------- | -------------------------------------------------- |
| 1  | アロン・シェインマン           |      | 1921年         | 1924年         | ウラジーミル・レーニン                             |
| 2  | ニコライ・トゥマノフ           |      | 1924年3月5日   | 1926年1月16日  | アレクセイ・ルイコフ                               |
| 3  | ゲオルギー・ピャタコフ         |      | 1929年4月19日  | 1930年10月18日 | アレクセイ・ルイコフ                               |
| 4  | モイセイ・カルマノヴィッチ     |      | 1930年10月18日 | 1934年4月4日   | ヴャチェスラフ・モロトフ                           |
| 5  | レフ・マリヤシン               |      | 1934年4月4日   | 1936年7月14日  | ヴャチェスラフ・モロトフ                           |
| 6  | ソロモン・クルグリコフ         |      | 1936年7月14日  | 1937年9月15日  | ヴャチェスラフ・モロトフ                           |
| 7  | アレクセイ・グリチマノフ       |      | 1937年9月15日  | 1938年7月16日  | ヴャチェスラフ・モロトフ                           |
| 8  | ニコライ・ブルガーニン         |      | 1938年10月2日  | 1940年4月17日  | ヴャチェスラフ・モロトフ                           |
| 9  | ニコライ・ソコロフ             |      | 1940年4月17日  | 1940年10月12日 | ヴャチェスラフ・モロトフ                           |
| 10 | ニコライ・ブルガーニン         |      | 1940年10月12日 | 1945年5月23日  | ヨセフ・スターリン                                 |
| 11 | ヤコフ・ゴレフ                 |      | 1945年5月23日  | 1948年3月23日  | ヨセフ・スターリン                                 |
| 12 | ワシリー・ポポフ               |      | 1948年3月23日  | 1958年3月31日  | ゲオルギー・マレンコフ 及び ニコライ・ブルガーニン |
| 13 | ニコライ・ブルガーニン         |      | 1958年3月31日  | 1958年8月15日  | ニキータ・フルシチョフ                             |
| 14 | アレクサンドル・コロヴシュキン |      | 1958年8月15日  | 1963年8月14日  | ニキータ・フルシチョフ                             |
| 15 | アレクセイ・ポスコノフ         |      | 1963年         | 1969年         | アレクセイ・コスイギン                             |
| 16 | メフォジー・スヴェシュニコフ   |      | 1969年         | 1976年         | アレクセイ・コスイギン                             |
| 17 | ウラジーミル・アルヒモフ       |      | 1976年10月11日 | 1986年1月10日  | ニコライ・チーホノフ                               |
| 18 | ヴィクトル・ジェメンツェフ     |      | 1986年1月10日  | 1987年8月22日  | ニコライ・ルイシコフ                               |
| 19 | ニコライ・ガレトフスキー       |      | 1987年8月22日  | 1989年6月7日   | ニコライ・ルイシコフ                               |
| 20 | ヴィクトル・ゲラシチェンコ     |      | 1989年6月7日   | 1991年8月26日  | ヴァレンチン・パヴロフ                             |
| 21 | アンドレイ・スヴェレフ         |      | 1991年8月26日  | 1991年12月20日 | イワン・シラーエフ                                 |